# Phreatia papuana
Phreatia papuana är en orkidéart som beskrevs av Henry Nicholas Ridley. Phreatia papuana ingår i släktet Phreatia och familjen orkidéer. Inga underarter finns listade i Catalogue of Life.